# Naoufal Bannis
Naoufal Bannis (Rijswijk, 11 maart 2002) is een Marokkaans-Nederlands voetballer die doorgaans speelt als spits. In juli 2023 verruilde hij Feyenoord voor Al-Markhiya.

## Clubcarrière
Bannis speelde in de jeugd van Haaglandia en verkaste in 2011 naar de opleiding van ADO Den Haag. In 2016 nam Feyenoord de spits over. Bannis tekende in mei 2018 zijn eerste professionele contract bij Feyenoord, tot medio 2021. Tijdens de eerste speelronde van het nieuwe Eredivisieseizoen mocht hij van coach Jaap Stam zijn debuut maken tegen Sparta Rotterdam. De wedstrijd eindigde in 2–2. Namens Feyenoord scoorden Steven Berghuis en Sam Larsson, Mohamed Rayhi en Lars Veldwijk scoorden voor Sparta. Bannis mocht een minuut voor tijd invallen voor Eric Botteghin. Zijn eerste doelpunt maakte de spits op 1 november 2020, op bezoek bij FC Emmen. Hier mocht hij van coach Dick Advocaat tien minuten voor rust invallen voor de geblesseerde Berghuis. Op dat moment stond Emmen op voorsprong door een benutte strafschop van Anco Jansen. Mark Diemers maakte vanaf de strafschopstip gelijk, waarna Michael de Leeuw de thuisploeg weer op voorsprong zette. Na een tweede gelijkmaker van Jens Toornstra zorgde Bannis in de blessuretijd op aangeven van Lutsharel Geertruida voor de beslissende 2–3. Een week later tekende hij een nieuw contract bij Feyenoord, tot en met het seizoen 2022/23.
In januari 2021 werd Bannis voor een half seizoen op huurbasis gestald bij FC Dordrecht. Na dat halve seizoen keerde hij terug naar Feyenoord, waar hij twee competitiewedstrijden speelde in de eerste seizoenshelft. Hierop werd in januari 2022 zijn contract met een jaar verlengd tot 2024 en werd hij verhuurd aan NAC Breda. Bannis werd in de zomer van 2022 voor de derde maal verhuurd, aan FC Eindhoven. Medio 2023 verkaste Bannis naar Al-Markhiya, waar hij voor vijf jaar tekende.

## Clubstatistieken
| Seizoen | Club           | Competitie         | Competitie | Competitie | Beker | Beker | Internationaal | Internationaal | Nacompetitie | Nacompetitie | Totaal | Totaal |
| Seizoen | Club           | Competitie         | Wed.       | Dlp.       | Wed.  | Dlp.  | Wed.           | Dlp.           | Wed.         | Dlp.         | Wed.   | Dlp.   |
| ------- | -------------- | ------------------ | ---------- | ---------- | ----- | ----- | -------------- | -------------- | ------------ | ------------ | ------ | ------ |
| 2019/20 | Feyenoord      | Eredivisie         | 4          | 0          | 0     | 0     | 2              | 0              | —            | —            | 6      | 0      |
| 2020/21 | Feyenoord      | Eredivisie         | 6          | 1          | 0     | 0     | 3              | 0              | —            | —            | 9      | 1      |
| 2020/21 | → FC Dordrecht | Eerste divisie     | 17         | 5          | 0     | 0     | —              | —              | —            | —            | 17     | 5      |
| 2021/22 | Feyenoord      | Eredivisie         | 2          | 1          | 1     | 0     | 4              | 0              | —            | —            | 7      | 1      |
| 2021/22 | → NAC Breda    | Eerste divisie     | 13         | 6          | 2     | 1     | —              | —              | —            | —            | 15     | 7      |
| 2022/23 | → FC Eindhoven | Eerste divisie     | 33         | 9          | 2     | 0     | —              | —              | 2            | 0            | 37     | 9      |
| 2023/24 | Al-Markhiya    | Qatar Stars League | 19         | 1          | 2     | 0     | —              | —              | —            | —            | 21     | 1      |
| 2024/25 | Al-Markhiya    | Qatar Stars League | 14         | 4          | 1     | 0     | —              | —              | —            | —            | 15     | 4      |
| Totaal  | Totaal         | Totaal             | 108        | 27         | 8     | 1     | 9              | 0              | 2            | 0            | 127    | 28     |

Bijgewerkt op 29 april 2025.

## Erelijst
| EK –17 | 1 | 2019 |